# Parc national Cueva del Guácharo
Pour les articles homonymes, voir Guacharo.
Le parc national Cueva del Guácharo est un parc national du Venezuela, créé autour d'une grotte remarquable située dans l'État de Monagas.
Le mot cueva en espagnol signifie « grotte » et le mot guácharo, qui désigne en français et en espagnol une espèce d'oiseau (Steatornis caripensis) vivant dans ce parc, est un mot espagnol dérivé du quechua.

## Historique
Le biologiste Alexander von Humboldt aurait remarqué le caractère exceptionnelle de la grotte lors de son passage en 1799.

## Description de la grotte

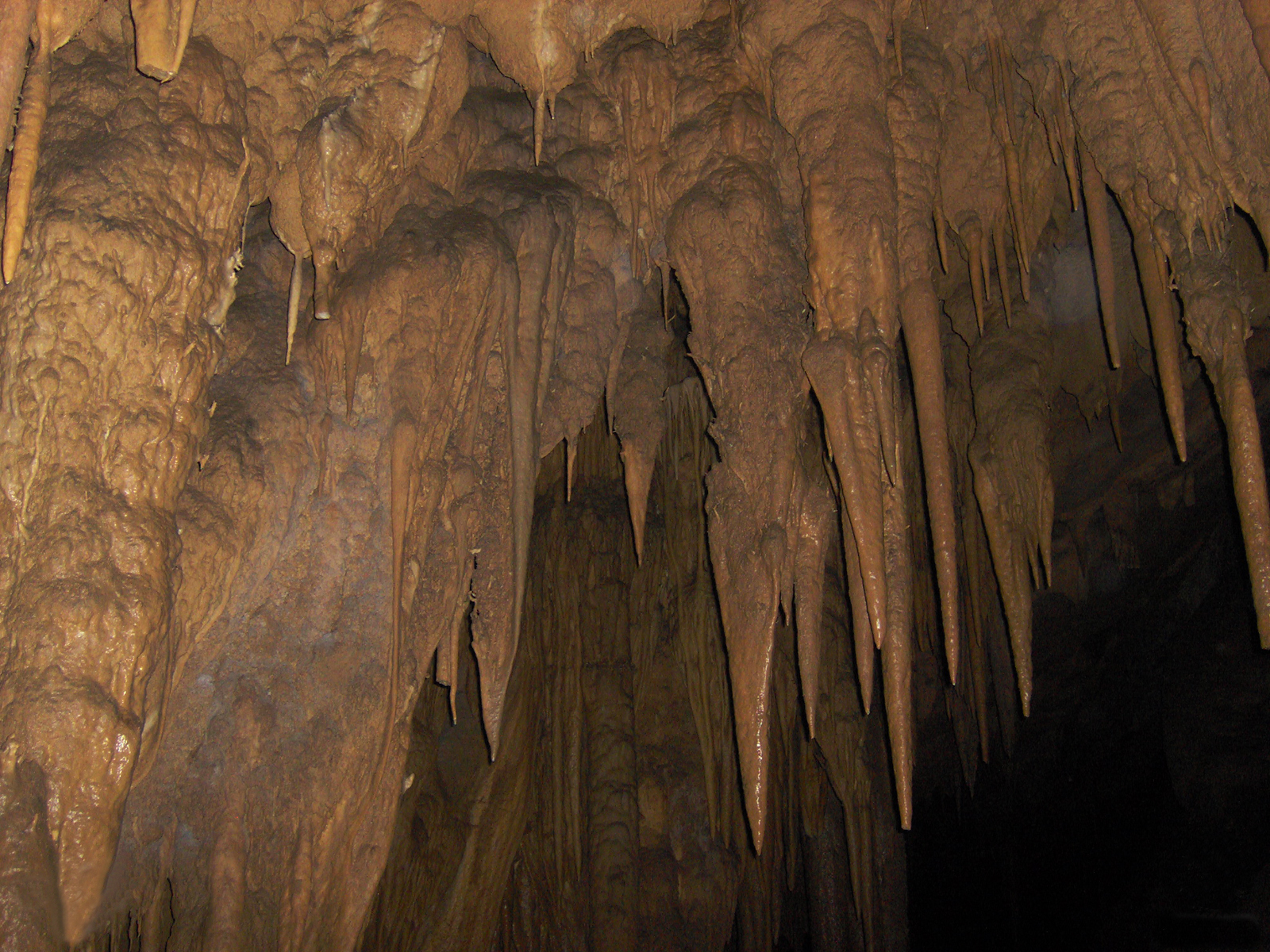
Vue intérieure de la grotte

La grotte possède un développement souterrain d'environ 10,5 km. Elle est creusée dans des roches sédimentaires, constituées il y a plus de 130 millions d'années. Elle possède trois galeries : celle du guacharo, celle du silence et celle du salon précieux.

## Classement
Le parc national est créé le 27 mai 1975 par le décret n°943[réf. nécessaire].
Le parc est également classé par Birdlife International en tant que zone importante pour la conservation des oiseaux.